# Přístavní úřad New Yorku a New Jersey
Přístavní úřad New Yorku a New Jersey (angl. Port Authority of New York and New Jersey, zkráceně PANYNJ) je společný podnik amerických států New York a New Jersey, založený v roce 1921 na základě mezistátní smlouvy schválené Kongresem Spojených států amerických. Úřad dohlíží na velkou část regionální dopravní infrastruktury v rámci geografické jurisdikce přístavu New York a New Jersey. Pracovní oblast je vymezena jako 40kilometrový okruh kolem sochy Svobody (3 900 km²). Sídlem úřadu se stala budova nového komplexu WTC, Four World Trade Center.
Kromě provozování přístavů v obou státech spadá do působnosti úřadu také mnoho regionálně významných dopravních infrastruktur, jako jsou mosty, trajekty a trajektové stanice, tunely, provoz tří newyorských letišť (Mezinárodní letiště Johna F. Kennedyho, Letiště LaGuardia a Mezinárodní letiště Newark Liberty) a podzemní dráhy Port Authority Trans-Hudson (PATH). Jako orgán může také nasadit vlastní policii (Port Authority Police Department, (PAPD)) a další donucovací složky, které jsou odpovědné za zajišťování bezpečnosti a předcházení trestné činnosti v zařízeních úřadem spravovaných a provozovaných. V obou státech má dohromady několik tisíc zaměstnanců.
Přístavní úřad New Yorku a New Jersey je také vlastníkem nového Světového obchodního centra a pozemků na dolním Manhattanu, stejně jako nejvyšší věže komplexu One World Trade Center, která byla otevřena v listopadu 2014.